# Alexander von Humboldt
Pour les articles homonymes, voir Humboldt et Alexander von Humboldt (homonymie).
Alexander von Humboldt, parfois aussi nommé Alexandre de Humboldt ou Friedrich Karl Wilhelm Heinrich Alexander, baron von Humboldt, est un naturaliste, géographe et explorateur allemand né le 14 septembre 1769 à Berlin et mort le 6 mai 1859 dans cette même ville.
Il était membre associé de l’Académie des sciences française et président de la Société de géographie de Paris. Par la qualité des relevés topographiques et des prélèvements de faune et de flore effectués lors de ses expéditions, il a fondé les bases des explorations scientifiques.

## Biographie
Alexander, issu de la famille noble von Humboldt est né à Berlin le 14 septembre 1769 d'un père militaire prussien, le chambellan et major général Alexander Georg von Humboldt (de), et d'une mère d'origine française huguenote, Marie-Elisabeth von Humboldt, qui se charge d'organiser l'instruction de ses enfants en faisant appel à un très grand nombre de professeurs.
Alexander est le frère cadet de Wilhelm von Humboldt (Guillaume de Humboldt), linguiste, fonctionnaire, diplomate, ministre de Prusse et philosophe allemand. Celui-ci, visionnaire pour la recherche et la pédagogie, fonda l'université Humboldt de Berlin en 1810.

### Formation

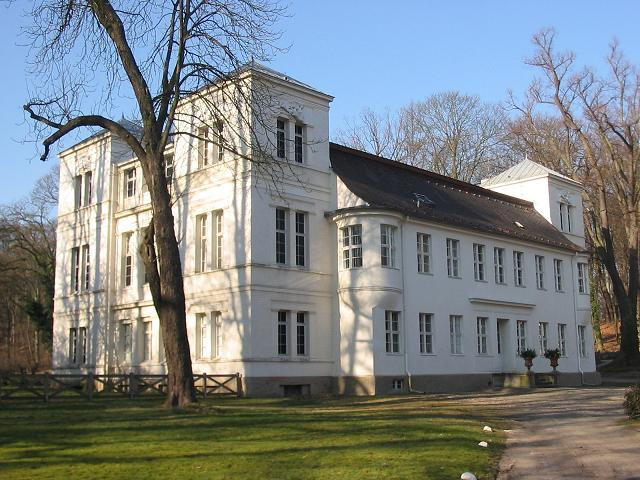
Château de Tegel.

Son père, Alexander Georg von Humboldt, était issu d'une importante famille poméranienne et officier de l'armée prussienne. Proche de la famille royale et de la franc-maçonnerie, il a voulu transmettre à ses fils la meilleure éducation dans l'esprit des Lumières. De même, Marie-Elisabeth est très cultivée et souhaite que ses enfants soient instruits. Ainsi, ils organisent une instruction faisant appel à des précepteurs : Joachim Heinrich Campe, lequel suit les principes pédagogiques de Jean-Jacques Rousseau, puis Gottlob Johann Christian Kunth (de). Ils enseignent aux enfants l'histoire, les mathématiques, le latin, le grec, le français et l'allemand.
À 9 ans, à la mort de son père, Alexander est élevé par sa mère, au château de Tegel, près de Berlin. Elle continue d'attacher la plus grande importance à l'éducation des enfants en vue de leur permettre d'accéder à de hautes fonctions politiques.
Alexander montre un intérêt prononcé pour l'histoire naturelle. Alors que Wilhelm, d'une robuste constitution, a une belle aisance dans l'apprentissage et s'oriente vers la haute fonction publique, Alexander est frêle et apprend laborieusement.
À 16 ans, Alexander est présenté par Kunth à Marcus Herz, médecin et membre de l'Académie des sciences de Berlin, l'un des principaux représentants des Lumières en Allemagne, et il est fortement impressionné par les cours et les discussions se déroulant chez lui.
En 1787, les deux frères vont étudier à l'université de Francfort-sur-l'Oder. Alexander y étudie l'administration publique et l'économie politique pendant un semestre. Il suit des cours d'archéologie, de médecine, de physique et de mathématiques. Il contracte une « amitié éternelle » avec le théologien Wilhelm Gabriel Wegener.
À 18 ans, il est initié à la botanique par son ami Carl Ludwig Willdenow.
En 1788, Alexander revient étudier dans le château familial les techniques de la manufacture et le grec ancien.
En 1789, les deux frères s'inscrivent à l’université de Göttingen, qui est un centre de la pensée éclairée à cette époque. Alexander étudie la physique avec Georg Christoph Lichtenberg, l'anatomie et la zoologie avec Johann Friedrich Blumenbach.
Après un voyage géologique, il rédige en 1790 sa première publication scientifique d'observations minéralogiques sur les basaltes du Rhin.

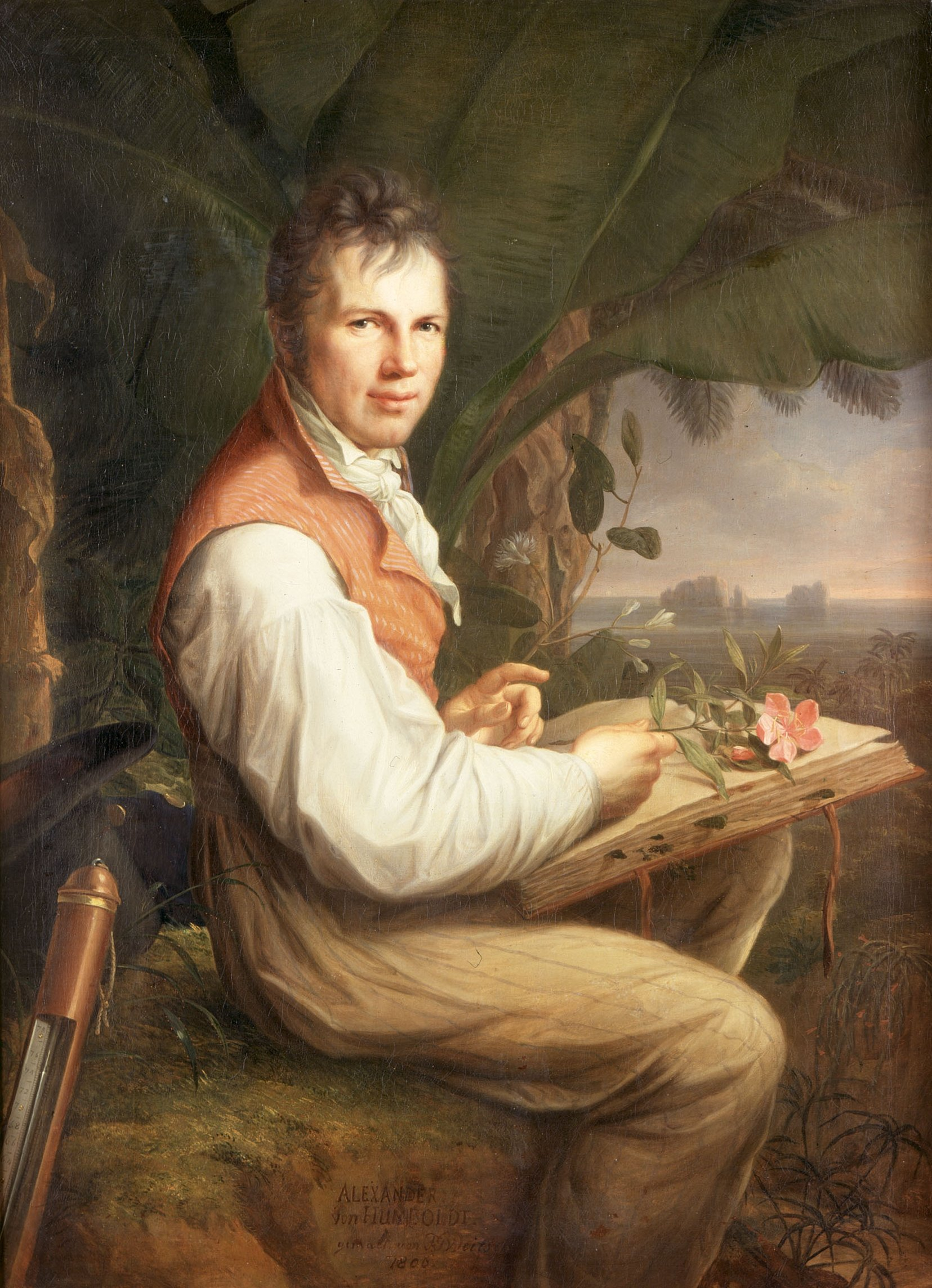
Alexander de Humboldt peint par Friedrich Georg Weitsch, 1806.

C'est à Göttingen qu'il rencontre le naturaliste Georg Forster, dont il devient le disciple et avec lequel il voyage pendant quatre mois au printemps 1790 aux Pays-Bas, en Grande-Bretagne et en France pendant la période révolutionnaire. Alexander est pour la première fois à Paris en 1790 et s'enthousiasme pour les idéaux de la Révolution française et pour les Droits de l'homme: 

« Le spectacle des Parisiens, leur rassemblement national, celui de leur temple de la Liberté encore inachevé pour lequel j'ai transporté moi-même du sable, tout cela flotte dans mon âme comme un rêve. »

De retour en Allemagne à la fin de l'été 1790, Humboldt poursuit des cours d'économie et de gestion à l'École de commerce de Hambourg, malgré son peu d'intérêt pour ces domaines. Il consacre ses loisirs à la géologie, la botanique, et l'étude du suédois. En juin 1791, Humboldt entame une formation à l'École des mines de Freiberg, qui dure huit mois et à l’issue de laquelle il est directement nommé assesseur au département des mines sans avoir à servir en tant que cadet.

### De Freiberg à Paris
En 1792, Humboldt rédige un important rapport sur la géologie et l'état des mines en Prusse. Ce rapport le fait promouvoir inspecteur général des mines. Face à l'ignorance des mineurs qui ne savent pas distinguer un minerai d'une roche sans valeur, Humboldt ouvre clandestinement une école de formation des mineurs qu'il finance de ses propres deniers. Il refusera l'argent que le ministre von Heinitz lui enverra pour le défrayer de ses dépenses.
Humboldt mène des recherches pour augmenter la sécurité dans les mines.
En 1794, il obtient une promotion dans un bureau de Berlin, puis participe à des missions diplomatiques entre les états alliés allemands et l'armée révolutionnaire française. Cette même année, il fait la connaissance de l'écrivain Johann Wolfgang von Goethe, avec qui il partage sa passion pour les sciences.
En 1795, von Heinitz lui propose le poste convoité de directeur des mines de Silésie, dans le sud-est de la Prusse. Humboldt refuse et abandonne le service public.
Humboldt fait des expériences sur l'effet de l'électricité, qu'il pense être contenue dans les nerfs, et mise en évidence par l'application de deux métaux différents. Il utilise même son propre corps pour ses expériences. En 1797, il publie ses Expériences sur le muscle et la fibre nerveuse excités, avec des conjectures sur le processus chimique de la vie dans le monde animal et végétal. Alessandro Volta montre en 1795 que ce sont les métaux qui créent l'électricité et invente la pile électrique en 1800. Humboldt gardera toute sa vie l'amertume de ne pas avoir fait la distinction entre les effets physiologiques et électriques, et de ne pas en avoir déduit les principes de la pile.
En novembre 1796, sa mère, Marie-Élisabeth Colomb, décède d'un cancer. Moins d'un mois après sa disparition, il démissionne de son poste de conseiller aux mines. Avec son ami von Buch, il va faire des observations scientifiques dans le Tyrol. C'est là qu'il mettra au point la méthode de relevés météorologiques qui sera utilisée dans le monde entier. Il avait, en effet, bien compris le rôle de redistribution des températures joué par les grands courants marins.
Une expédition en Égypte avec Lord Bristol, que Humboldt devait joindre, est annulée par l'invasion de Bonaparte.
En avril 1798, Humboldt s'installe à Paris — à cette époque la capitale intellectuelle de la planète —, où vivent son frère Wilhelm et sa belle-sœur Caroline. Il loge à l'Hôtel Boston, rue Jacob, près de Saint-Germain-des-Prés. Il étudie au Jardin des plantes, à l'Observatoire de Paris, à l'Institut de France. Il fréquente Cuvier, les botanistes Jussieu, René Desfontaines, Lamarck, André Michaux, les chimistes Chaptal, Thénard, Fourcroy, Louis-Nicolas Vauquelin, les mathématiciens Delambre, Laplace, Lalande et Jean-Charles de Borda.

### Expédition en Amérique (1799-1804)

L'expédition américaine d'Alexander von Humboldt.

L'amiral Louis Antoine de Bougainville, célèbre navigateur et explorateur, et héros de son enfance, lui propose de participer à une expédition en Amérique du Sud, au Mexique, en Californie, à travers le Pacifique, puis au pôle Sud. Bougainville sera remplacé par Baudin. Une guerre avec l'Autriche amène le Directoire à annuler l'expédition.
Humboldt fait alors la connaissance d'Aimé Bonpland, chirurgien de marine et naturaliste amateur qui devait, comme lui, participer à l'expédition de Baudin. Ils deviennent amis et décident de rejoindre l'expédition savante qui suit les troupes napoléoniennes en Égypte. Le bateau qu'ils devaient prendre ne parvient jamais à Marseille, où ils sont venus l'attendre. Ils décident alors d'aller à pied en Espagne pour prendre un bateau pour Smyrne. Pendant les six semaines de trajet, Humboldt fait de méticuleux relevés géographiques.
Humboldt est présenté au roi Charles IV d'Espagne, à Madrid, en mai 1799. Il obtient de lui des passeports avec le sceau royal qui garantit aux voyageurs l'assistance des autorités qu'ils rencontrent, dans les colonies espagnoles d'Amérique du Sud et dans les Philippines. Bonpland devient officiellement compagnon et secrétaire de Humboldt. Ils sont les premiers à effectuer une exploration scientifique digne de ce nom. L'ambition majeure de Humboldt pendant son voyage aux Amériques est de découvrir l'interaction des forces de la nature et les influences qu'exerce l'environnement géographique sur la vie végétale et animale.
Le 5 juin 1799, ils embarquent, avec une grande quantité d'instruments de mesure, à La Corogne, à bord de la corvette Le Pizarro à destination du Venezuela. Après deux semaines en mer, ils font escale quelques jours aux Canaries, où ils escaladent le pic de Teide, la première montagne gravie par Humboldt hors du continent européen. Ils arrivent le 16 juillet à Cumaná au Venezuela, à l'est de Caracas. Pendant la navigation, Humboldt fait des mesures astronomiques, météorologiques, de magnétisme, de température et de composition chimique de la mer.
À Cumaná, il assiste au marché aux esclaves de la ville. Éprouvant un profond dégoût pour la façon dont se vendent et s'évaluent les esclaves, il devient pour toute sa vie un « abolitionniste convaincu ». À la mi-novembre de l'année 1799, accompagnés d'un domestique nommé José de la Cruz, Alexander von Humboldt et Aimé Bonpland partent en voilier pour Caracas, emportant avec eux 4 000 spécimens de plantes et d'insectes qu'ils ont déjà amassés.

#### Le haut Orénoque

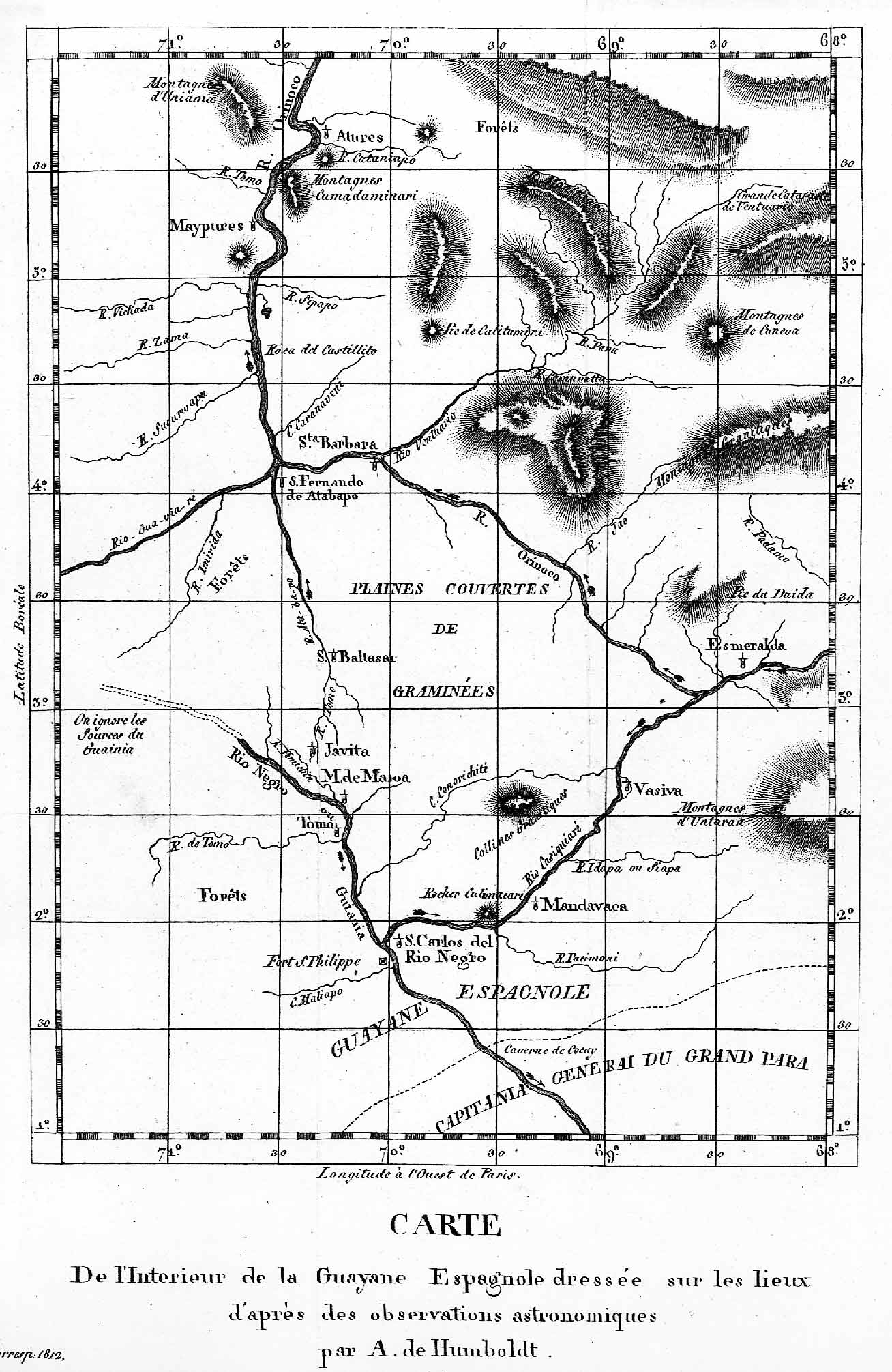
Plan du canal de Casiquiare dressé par Humboldt.

L'exploration de la forêt tropicale par Humboldt et Bonpland a pour but de confirmer la présence d'un canal naturel entre l'Orénoque et l'Amazone, le canal de Casiquiare, et de localiser le lieu exact de la source de l'Orénoque. Après des semaines de préparatifs, ils quittent Caracas, le 7 février 1800, avec leur domestique et quatre mulets, chargés notamment d'instruments de mesure : de quoi permettre à Humboldt de relever méticuleusement la température des cours d'eau, du sol et de l'air, et la pression atmosphérique, l'inclinaison magnétique, la longitude et la latitude.
Avant de se rendre à Calabozo, dans le Sud, ils font un détour vers l'Ouest en passant par la luxuriante vallée d'Aragua qui abrite le lac de Valencia. C'est là que Humboldt émet l'hypothèse que le climat peut être modifié par l'homme. Le 10 mars 1800, ils entament leur traversée de la steppe des Llanos avant d'atteindre Calabozo où Humboldt capture des anguilles électriques (Electrophorus electricus) afin de poursuivre son étude sur l'électricité dans le monde animal.
À la fin du mois de mars, ils arrivent à San Fernando de Apure. Le 30 mars, ils embarquent à bord de pirogues sur le rio Apure avec un pilote et quatre Indiens pour pagayer. Certains passages nécessitent de faire porter la pirogue à travers la forêt. Les piqûres de moustiques les font cruellement souffrir. Au cours de ce voyage, Ils récoltent de nombreux spécimens d'animaux et de plantes alors inconnus en Europe.

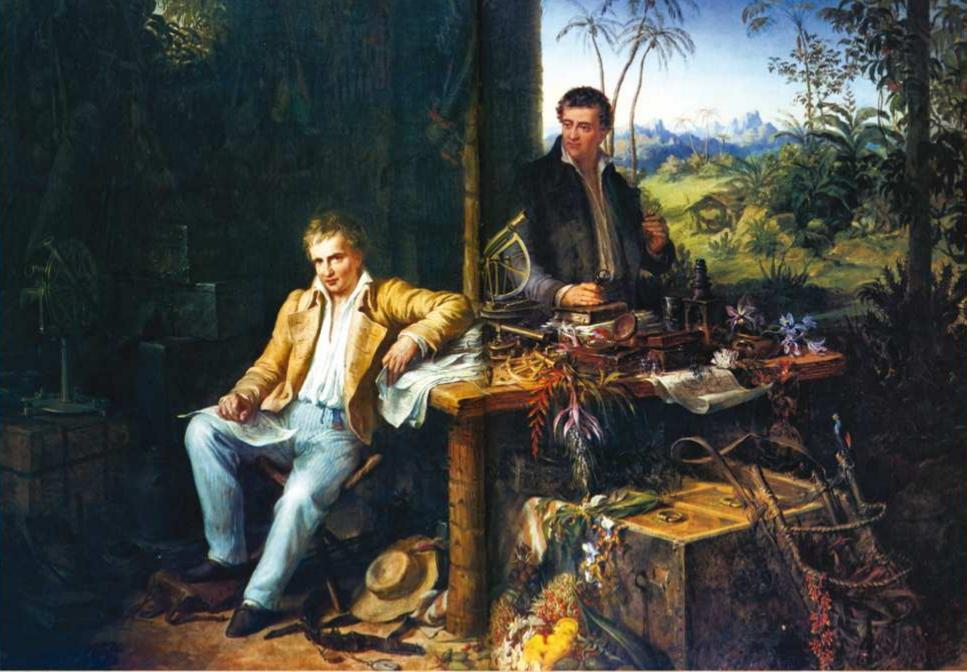
Humboldt et Bonpland dans la jungle amazonienne. Humboldt n'a pas aimé cette peinture car les instruments étaient représentés inexactement.

Ils quittent l'Orénoque aux eaux fangeuses pour le río Atabapo, un affluent aux eaux claires et limpides, puis passent par d'étroits canaux à travers la forêt. Ils font porter leur pirogue sur onze kilomètres jusqu'à un affluent de l'Amazone par vingt-trois Indiens pendant trois jours. Humboldt décide de remonter le rio Negro, un affluent de l'Amazone, vers le canal de Casiquiare dont il relève rigoureusement la position, quand il l'atteint le 11 mai 1800. Humboldt et Bonpland ne sont pas les premiers Européens à emprunter cette voie, mais la rigueur de leurs relevés et de leurs descriptions lève les doutes quant à l'existence d'un passage navigable entre l'Amazone et l'Orénoque. Après avoir navigué sur le canal de Casiquiare pendant dix jours, ils retrouvent l'Orénoque et descendent le fleuve.
Le 31 mai, ils explorent la région des tribus indigènes Maypures et Atures et découvrent des sépultures et objets anciens appartenant à la tribu disparue des Atures. Les Indiens Guareca de la région leur montrent un vieux perroquet apprivoisé qui répétait quelques mots d'une langue incompréhensible, laquelle, selon eux, était la langue de cette tribu éteinte.
Le 13 juin 1800, après trois semaines en remontant vers le nord, puis l'est, sur le fleuve Orénoque, Humboldt et Bonpland arrivent à Angostura où ils restent un mois, étant tombés malades. Ils ne retrouvent leur point de départ en Amérique du Sud, Cumaná, qu'à la fin du mois d'août.

#### De La Havane à Quito
Le 24 novembre 1800, Humboldt et Bonpland embarquent pour Cuba où il se lient d'amitié avec Francisco Arrango y Parreño, le plus grand planteur de sucre de l'île, et sont reçus par le Marquis de Someruelos.[réf. souhaitée] Humboldt apprend à Cuba que l'expédition du capitaine Nicolas Baudin, à laquelle il avait souhaité participer trois ans plus tôt, a quitté la France et doit arriver à Lima (Pérou). Aussi souhaite-t-il la rejoindre afin de participer à leur tour du monde. Le 30 mars 1801, Humboldt et Bonpland débarquent à Carthagène, dans l'actuelle Colombie, qu'ils quittent le 6 avril avec pour objectif de rejoindre le rio Magdalena. Il leur faut presque deux mois pour remonter le fleuve jusqu'à la ville de Honda, le 15 juin. Ils arrivent à Bogota le 8 juillet 1801, où ils sont reçus par de nombreux notables, notamment le botaniste espagnol José Celestino Mutis, qui s'était établi dans cette ville.
Le 8 septembre 1801, Humboldt et Bonpland, toujours accompagnés de leur domestique José de la Cruz, partent de Bogota avec une dizaine de bœufs et de mulets pour le transport des provisions et cinq porteurs pour celui des instruments de mesure, plus fragiles. Le 6 janvier 1802, ils arrivent à San Francisco de Quito, où ils font la connaissance du jeune Carlos de Montúfar, noble créole qui les suivra au cours de leurs périples suivants.
Dans cette ville, Humboldt apprend que Nicolas Baudin ne ferait pas escale à Lima. Durant cinq mois, il en profite pour tenter l'escalade, avec plus ou moins de succès, des volcans proches de Quito : le Pichincha, le Cotopaxi et l'Antisana.

#### Les Andes et l'ascension du Chimborazo

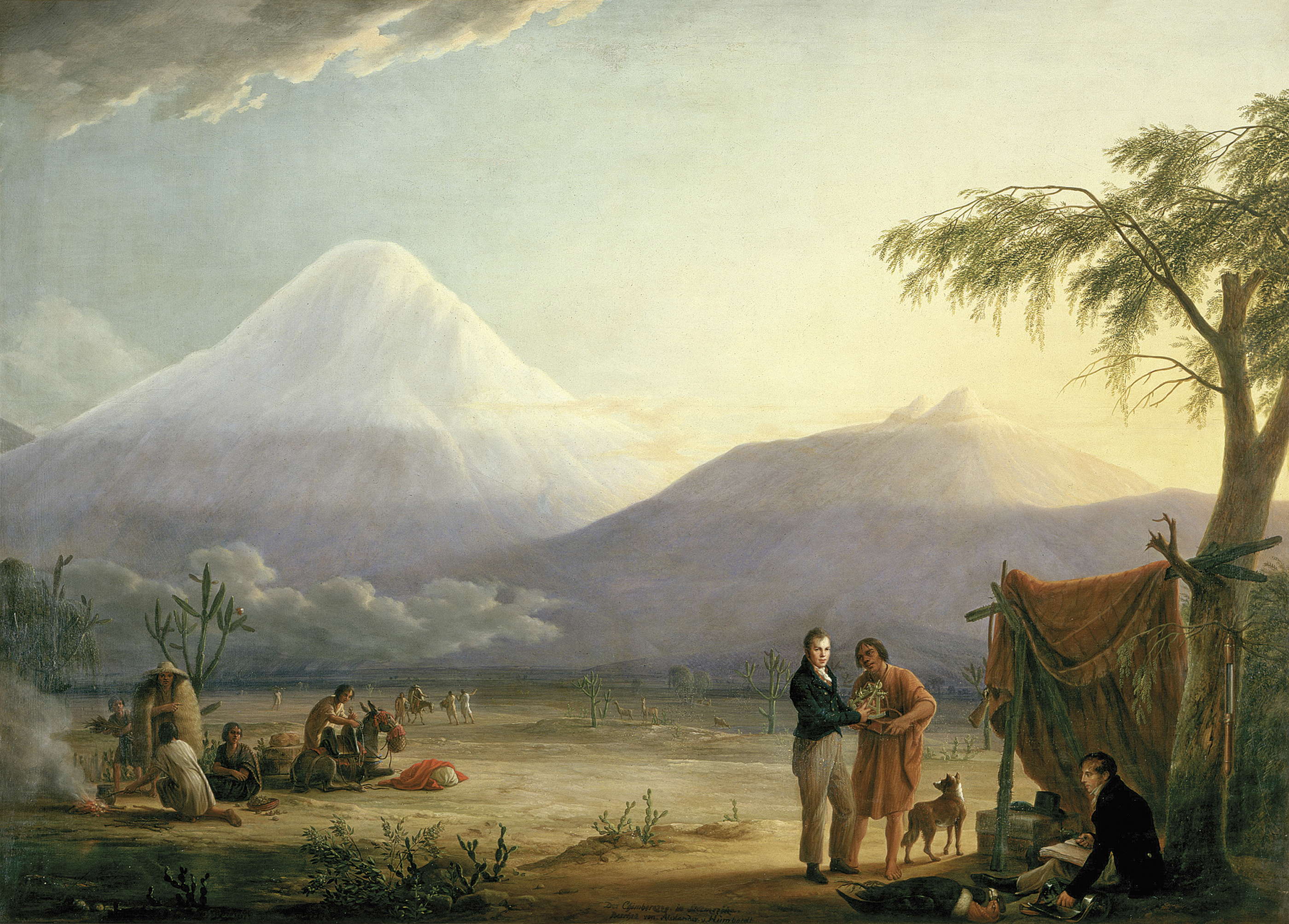
Humboldt et Aimé Bonpland au pied du volcan Chimborazo, peinture de Friedrich Georg Weitsch (1806).

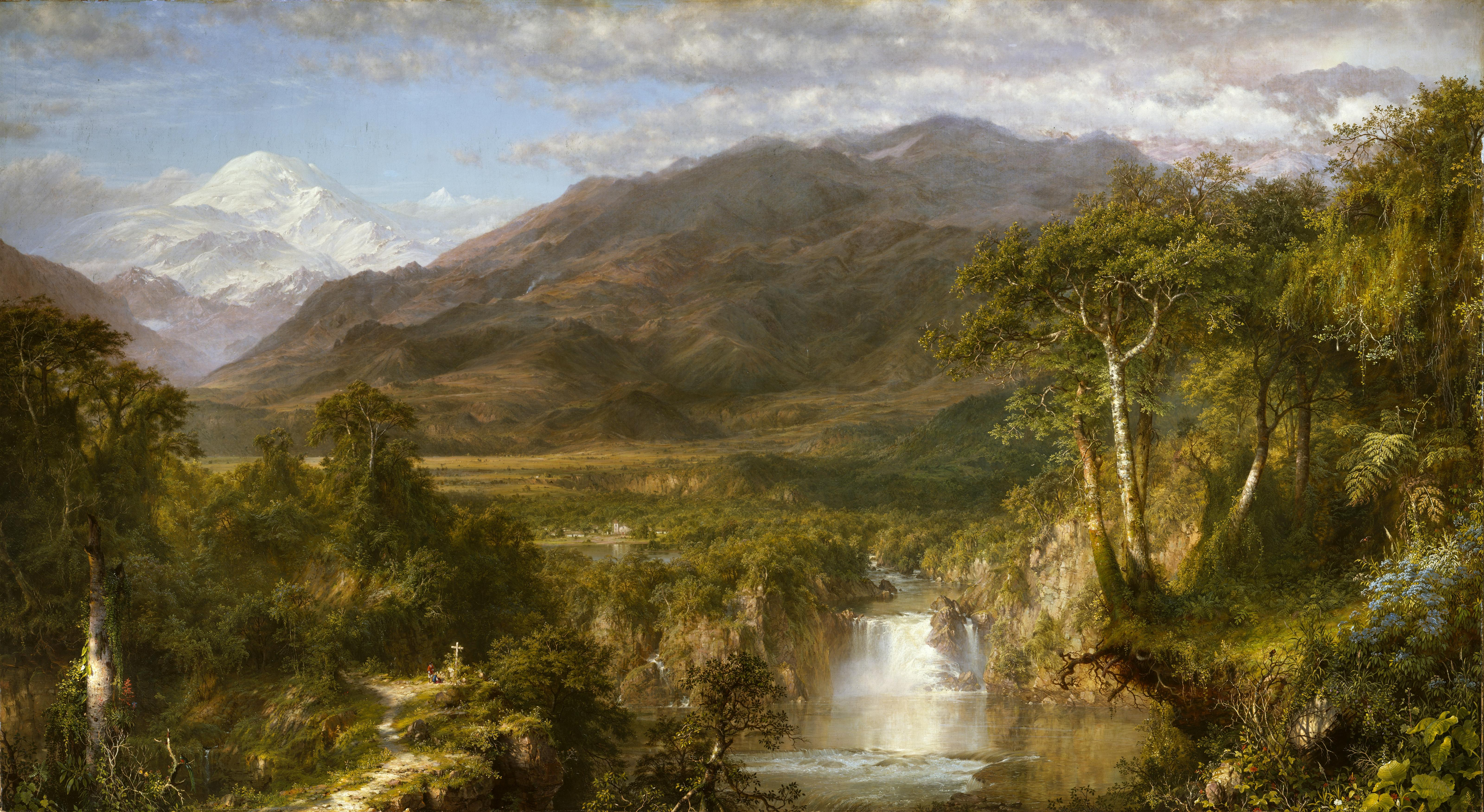
The Heart of the Andes, tableau de Frederic Edwin Church (1859, Metropolitan Museum of Art). Inspiré par Humboldt et son Kosmos, Church effectue plusieurs voyages dans les Andes, dont ce tableau est le fruit.

vue en coupe des volcans Chimborazo et Cotopaxi (1807)

Humboldt, Bonpland et Montúfar décident toutefois de se rendre à Lima et quittent Quito le 9 juin 1802. Pour pallier l'absence d'alizés, ils empruntent la voie de terre le long des Andes. Ils font un bref passage près des sources de l'Amazone puis rejoignent les Andes. Ils passent douze mois en altitude à travers les volcans. Ils ont les pieds en sang, mais refusent toujours de faire comme l'aristocratie locale : se laisser porter par des Indiens dans des chaises fixées sur leur dos.
Humboldt s'assure une renommée mondiale en gravissant le Chimborazo, sommet considéré à l'époque comme le plus élevé du monde et auquel il vouera un culte particulier toute sa vie (à 70 ans, il se fait peindre en pied devant le profil du volcan). Le Chimborazo est le sommet le plus éloigné du centre de la terre, même si son altitude est sensiblement inférieure à celle de l'Himalaya, par exemple. Cela tient à l'aplatissement de la Terre, qui n'est pas parfaitement sphérique, et au fait que le Chimborazo est très près de la ligne de l'équateur terrestre. L'ascension du Chimborazo débute le 23 juin 1802. Ils ne purent arriver au sommet, arrêtés à quelques centaines de mètres, à la fois par une profonde crevasse et par le manque d'oxygène. Ils s'élevèrent néanmoins à la plus haute altitude qu'on eût jamais atteinte alors : 5 878 m, le Chimborazo culminant à 6 310 m.
Humboldt effectue des observations dans le domaine de la sismologie et de la phytogéographie, il publiera une carte de végétation du Chimborazo à son retour. Il déduit des alignements de volcans que les chaînes de montagnes se sont formées le long de failles géologiques. Ancien disciple des neptuniens, qui pensent que les roches se sont formées à partir de sédiments liquides, il change radicalement d'avis et se convertit au plutonisme.
L'expédition gagne Lima le 22 octobre 1802. Songeant à se rendre au Mexique, Humboldt et ses compagnons quittent l'Amérique du Sud, à bord d'un bateau, destination Guayaquil en Équateur. En chemin, Humboldt prélève du guano pour en faire faire l'analyse en Europe. C'est lui qui fera connaître à l'Europe et l'Amérique du Nord ses propriétés fertilisantes. Il étudie aussi le courant froid qui longe la côte, du sud vers le nord, un courant qui portera son nom. Ils restent à Guayaquil du 4 janvier 1803 au 17 février 1803.

#### Une année au Mexique
Ils passent l'année 1803 à parcourir le Mexique : le 23 mars, ils débarquent à Acapulco, après une traversée des plus tourmentées ; en avril, ils sont à Mexico. Humboldt y écrira son Essai politique sur le royaume de la Nouvelle Espagne, le premier essai de géographie régionale, dans lequel il ne fait qu'un récit sommaire de ses voyages.
En mars 1804, il embarque pour la Havane pour y récupérer ses collections déposées plus de trois ans auparavant.

#### Passage aux États-Unis
Estimant de son devoir de saluer Thomas Jefferson, président des États-Unis, Humboldt prolonge son voyage et vogue vers Philadelphie, où il débarque à la fin mai 1804. Humboldt et ses compagnons font le trajet jusqu'à Washington où ils arrivent le 1er juin. Le lendemain, Humboldt rencontre à la Maison-Blanche Jefferson, avec lequel il parle histoire naturelle, agriculture, différences des coutumes selon les pays, et moyens d'élever le niveau de vie. Les deux hommes s'entendent si bien que Jefferson invite Humboldt à loger chez lui.[réf. nécessaire] Humboldt est néanmoins critique de la possession d'esclaves par Jefferson, mais il ne lui en fait pas part. Ils entretiendront une correspondance régulière jusqu'à la mort, en 1826, de Jefferson.
Humboldt est aussi accueilli par la Société américaine de philosophie, construite sur le modèle de la Royal Society de Londres et fondée par Benjamin Franklin. Humboldt passe la plus grande partie de son temps avec les membres de la Société. Bonpland et Montufar ne parlant pas anglais, leur rôle se limite de plus en plus à celui de figurants.[réf. souhaitée]
Le 30 juin 1804, Humboldt quitte les États-Unis pour la France sur la frégate La Favorite. À bord du navire se trouve aussi Pierre Jean François Turpin, qui deviendra l'un des grands illustrateurs botaniques de l’époque napoléonienne,.

#### Bilan de l'expédition
L'expédition de Humboldt et Bonpland, d'une durée de cinq ans, a coûté à Humboldt le tiers de son capital. C'est l'une des plus remarquables expéditions scientifiques, avec une moisson de données d'une valeur scientifique encore plus importante que les spécimens qu'ils ont pu rapporter. De son expédition, Humboldt a rapporté des dizaines de journaux de voyages, des centaines de croquis, et une grande quantité de notes sur l'astronomie, la météorologie et la géologie. En tout, il a rapporté 5 800 spécimens de plantes, dont 2 000 considérés comme de nouvelles espèces par les botanistes.
Durant la première partie de leur expédition, dans le Haut Orénoque, qui a duré un an, Humboldt et Bonpland ont récolté de nombreux animaux, et 20 000 spécimens botaniques. Le tiers de leur récolte est détruit par l'humidité et les insectes, mais le bilan reste néanmoins considérable. Ils envoient en Europe leurs collections de manière morcelée, afin d'être certains qu'au moins quelques parties arriveront. Une série fera naufrage, une autre sera capturée par les Britanniques (puis restituée à Humboldt par un acquéreur, des années plus tard).[réf. souhaitée]
Chateaubriand dira de lui dans son édition de 1827 de Voyages en Amérique : « En Amérique, l'illustre Humboldt a tout peint et tout dit. »

### Retour en Europe

#### Un accueil favorable en France

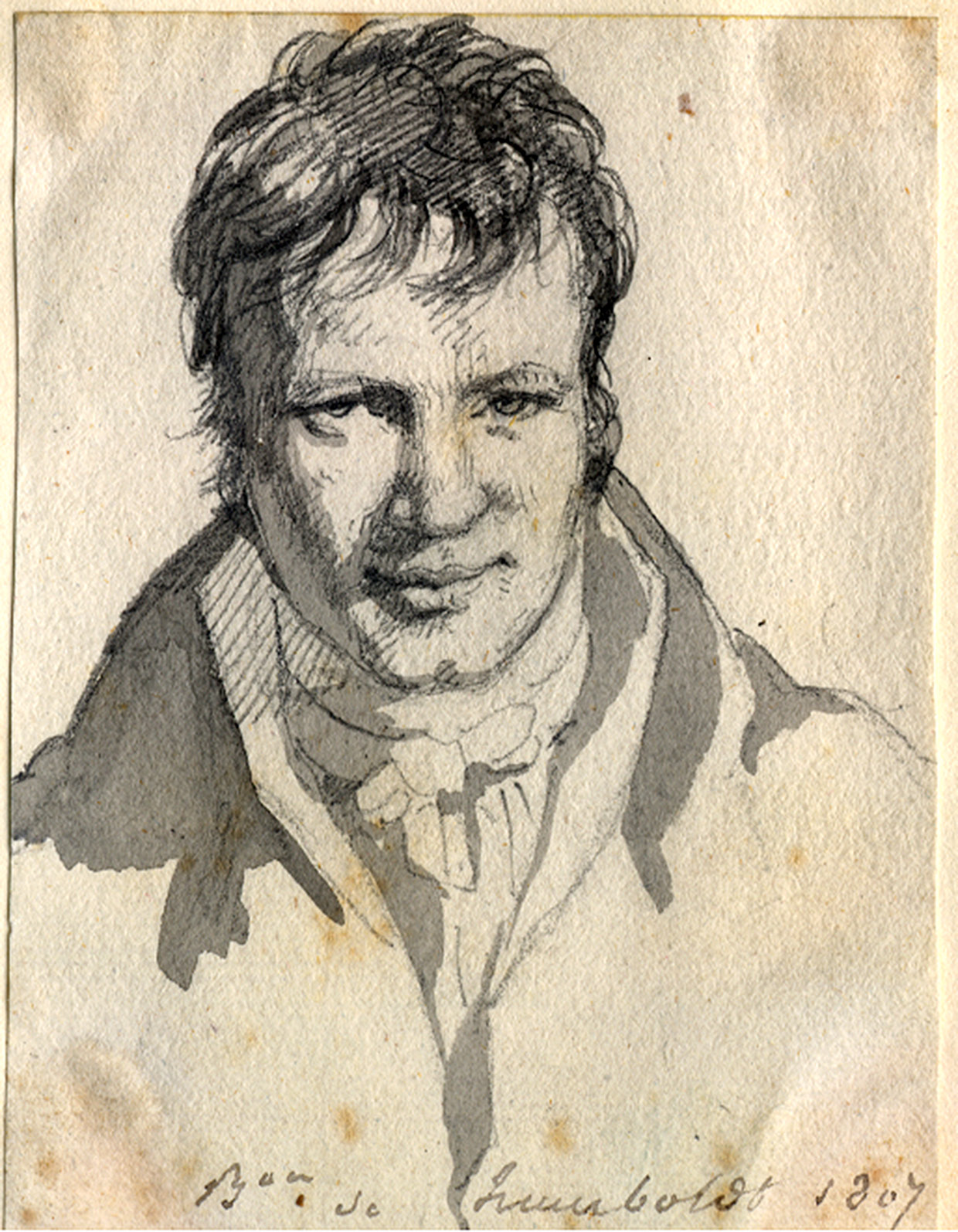
Humboldt à Berlin en 1807.

Humboldt arrive au large de Bordeaux le 1er août 1804. Il s'installe à Paris, au 3 quai Malaquais, où il résidera de 1804 à 1824. Il retrouve le monde scientifique de son temps. Il fait partie de la Société d'Arcueil formée autour du chimiste Berthollet où se rencontrent également François Arago, Jean-Baptiste Biot, Louis-Joseph Gay-Lussac avec lesquels Humboldt se lie d'amitié. Ils publient ensemble plusieurs articles scientifiques. Humboldt et Gay-Lussac mènent des expériences communes sur la composition de l'atmosphère, sur le magnétisme terrestre.
Humboldt offre son herbier au Muséum national d'histoire naturelle de Paris, où il fait connaissance avec le naturaliste Georges Cuvier. La collection est acceptée par décret en 1805.
Il publie en français la relation de son voyage et fréquente les salons parisiens comme celui de Madame Récamier. Il se lie d'amitié avec Chateaubriand. Il est reçu par Napoléon, qui le soupçonne d'espionnage pour le compte de la Prusse.
Humboldt est reconnu par les plus grands scientifiques de son temps. Il est élu Correspondant pour la section de physique générale de la 1re Classe de l'Institut national des sciences et des arts le 16 pluviôse an XII (6 février 1804), puis Associé étranger de l'Académie des sciences le 14 mai 1810.
Paris est la capitale de la science et, malgré la demande de son frère de rentrer en Prusse et les rentes qu'il pourrait y recevoir sans efforts, Humboldt décide d'y rester pour trier ses collections et préparer un ouvrage monumental à partir de son expérience.
Au cours d'une soirée chez Fanny de Trobriand,[réf. nécessaire] en 1804, Humboldt rencontre le révolutionnaire vénézuélien Simón Bolívar qui lui aurait exposé ses idées politiques. Les deux hommes s'accordaient sur le fait que les Espagnols devaient laisser place en Amérique du Sud à des nations indépendantes.

#### Escapades en Italie et à Berlin
Avant de rencontrer Gay-Lussac chez Berthollet en 1805, Humboldt avait appris que le jeune physicien avait battu son record d'altitude atteint sur le mont Chimborazo en mesurant l'atmosphère à bord de son ballon. En 1799 Gay-Lussac avait également rédigé un compte-rendu critique du rapport sur l'eudiométrie présenté par Humboldt à l'Institut national. Leur rencontre scelle néanmoins une amitié durable qui ne prit fin qu'avec leur vie et qui est à l'origine de plusieurs découvertes scientifiques.
En mars 1805, Humboldt et Gay-Lussac entreprennent un voyage scientifique en Italie pour étudier le magnétisme terrestre. Fin avril, à Rome, ils retrouvent Wilhelm, le frère d'Alexander, et son épouse, qui y étaient installés depuis deux ans et demi. Le 16 juillet ils partent pour la région de Naples, le 12 août ils assistent à une éruption du Vésuve. Ils publieront à leur retour des Observations sur l'intensité et l'inclinaison des forces magnétiques (1808). Ils confirment ainsi la loi découverte par Humboldt en Amérique, suivant laquelle l’intensité de la force magnétique est croissante en allant de l’équateur aux pôles, les inclinaisons diminuant de manière régulière en fonction de la latitude.
Ils mènent également des expériences sur l'eau au moyen de l'eudiomètre et constatent la simplicité du volume des deux gaz combinés (2,00) alors que Fourcroy, Vauquelin et Seguin donnaient le nombre fractionnaire 2,05. En étendant cette propriété à tous les gaz, Gay-Lussac formule la loi de Gay-Lussac qui est l'une des principales lois de la chimie moderne et lui vaut d'être élu à l'Académie des sciences en 1806.
De l'Italie, où ils croisent le chemin du physicien Alessandro Volta, Gay-Lussac et Humboldt se rendent à Berlin où ils arrivent le 16 novembre 1805. Nommé chambellan du roi Frédéric-Guillaume III, Humboldt travaille avec une équipe à regrouper, ordonner et mettre au propre les données qu'il a recueillies. Il fait des mesures de magnétisme jour et nuit et remarque que l'aiguille varie selon l'heure. C'est durant son séjour à Berlin que Humboldt, se sentant triste et isolé, rédige dans sa maison de campagne ce qui va devenir son ouvrage le plus vendu, traduit en onze langues, Tableaux de la nature : « Un genre littéraire complètement inédit, qui mêlait belle écriture, généreuses descriptions de paysages et observations scientifiques », pointe sa biographe Andrea Wulf. L'ouvrage paraît en France en 1808, édité par Frédéric Schoell et traduit par Jean-Baptiste Eyriès.

#### Deux décennies à Paris (1807-1827)

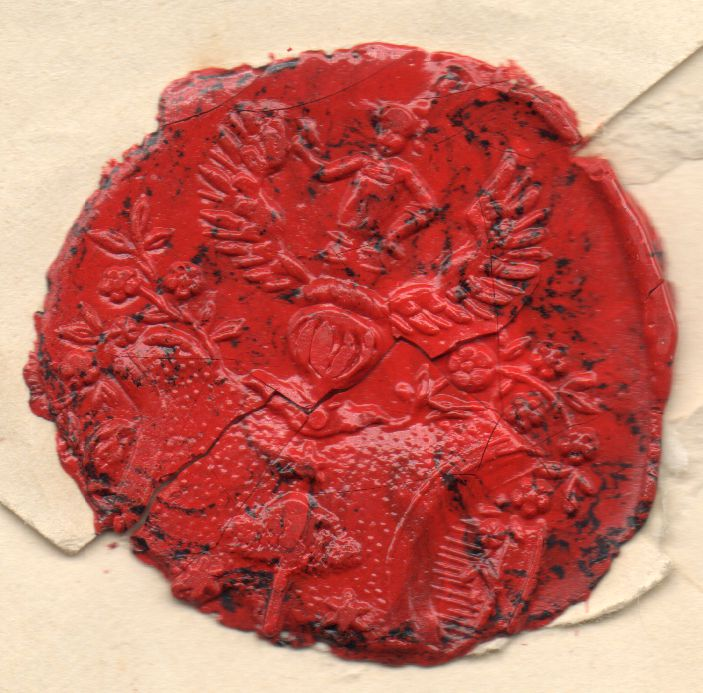
Sceau cachetant une lettre privée de Humboldt.

À la mi-novembre 1807 Alexander von Humboldt est envoyé par le roi de Prusse Frédéric-Guillaume III avec le prince Guillaume en ambassade à Paris pour faire diminuer le montant des indemnités de guerre fixées par les traités de Tilsit. Il travaille à l'édition de son voyage, qui ne sera achevée qu'en 1834. La collection comporte quatorze titres et trente volumes.
Humboldt reste à Paris et peut se consacrer à ses travaux. Depuis que la France a envahi la Prusse, Humboldt ne reçoit plus de revenus de ses domaines. Il vit à Paris dans une chambre meublée qu'il partage avec Gay-Lussac, rue de la vieille Estrapade, puis rue d'Enfer, près de l'Observatoire. Il ne dort jamais plus de trois à quatre heures par nuit.
En 1809 il rencontre François Arago, de quinze ans son cadet, avec lequel il sympathise et qui va rester un proche jusqu'à la fin de sa vie. Ils font des expériences ensemble à l'Observatoire.
Depuis 1807 il est étroitement surveillé par la police française parce qu'il est allemand et que sa correspondance privée reflète les opinions politiques des salons parisiens. Il écrit de 1 000 à 2 000 lettres par an. Son courrier est d'ailleurs ouvert par la police française. Napoléon, qui se méfie de Humboldt, lui demande en 1810 de quitter la France. Mais il est autorisé à rester à Paris grâce à l'intervention du chimiste Jean-Antoine Chaptal, alors trésorier du Sénat.
Malgré la chute du Premier Empire en 1814 Humboldt persiste à rester en France, ce qui irrite le prince Guillaume. Lors de l'occupation de Paris par les troupes prussiennes il intervient pour protéger le Muséum national d'histoire naturelle ou éviter la destruction du pont d'Iéna. Il refuse le poste d'ambassadeur de Prusse à Paris, ne voulant pas cautionner la politique réactionnaire qui gouverne l'Europe après la chute de Napoléon.
Tout en habitant Paris il fait plusieurs séjours à Londres, notamment afin d'obtenir de la Compagnie britannique des Indes orientales l'autorisation de faire une expédition dans l'Himalaya. Sans succès.
Il fonde avec d'autres savants la Société de géographie en 1821.

#### Le retour à Berlin
En 1826, Humboldt reçoit une lettre du roi de Prusse lui enjoignant de quitter Paris, où il ne peut désormais séjourner que quatre mois par an. Le 14 avril 1827 il quitte donc Paris pour Berlin, en faisant un détour par Londres. Il retourne à la Royal Society, où il retrouve entre autres les scientifiques John Herschel et Charles Babbage. Il fait également la connaissance de Mary Somerville, alors une des rares femmes scientifiques en Europe. Son séjour est marqué, le 26 avril 1827, par une descente en cloche de plongée, dans la Tamise, afin d'inspecter la construction du premier tunnel sous ce fleuve.
Arrivé à Berlin le 12 mai 1827, il exerce ses fonctions de chambellan auprès du roi, dans un contexte où le pouvoir politique est très conservateur et répressif. Il est beaucoup critiqué pour ses idées libérales et son attachement à la France.
À partir du 3 novembre 1827, Humboldt obtient beaucoup de succès en donnant des cours à l'université, puis des conférences devant un public plus large. Parce qu'à Berlin la communauté scientifique n'organise pas, comme à Paris, des réunions savantes pour confronter les idées, Humboldt y convoque une réunion de l'Association scientifique, à laquelle participent six cents savants parmi les plus renommés. À partir de ses conférences mises en forme, il commence à rédiger Cosmos, essai d'une description physique du monde.

### L'expédition en Sibérie (1829)
C'est pour ses connaissances en géologie qu'Alexander von Humboldt va pouvoir effectuer une expédition en Sibérie. À l'automne 1827, le ministre russe des finances, Georg von Cancrin, demande à Humboldt son avis sur l'émission de pièces de monnaie en platine. Le cours du platine étant instable, Humboldt émet un avis défavorable et propose d'aller étudier les mines de l'Oural.
En mars 1829, il se rend en Russie aux frais du tsar Nicolas Ier, avec Gustav Rose, professeur de chimie et de minéralogie, Christian Gottfried Ehrenberg, zoologiste, et son valet de chambre Johann Seifert. À Saint-Pétersbourg, il est accueilli comme une importante personnalité officielle, et partage ses repas avec la famille du tsar. Le 20 mai 1829, l'expédition quitte Saint-Pétersbourg pour Moscou. Au départ de Moscou, le 28 mai, l'expédition s'est agrandie de responsables de l'industrie minière et de bureaucrates des autorités locales. Dans la ville de Nijni Novgorod, en chemin, elle est rejointe par le comte Adolphe de Polier, un géologue français qui avait épousé une riche femme russe.
Humboldt passe un mois à étudier les mines de l'Oural. Grâce à la présence de filons de platine et de sables aurifères, il prédit la présence de diamants dans l'Oural. Avec Rose, il scrute au microscope chaque gisement d'or rencontré. C'est le comte Polier, propriétaire de certains de ces gisements qui, appliquant la théorie d'Humboldt, trouvera le premier diamant de l'Oural.
À la fin du mois de juillet, l'expédition atteint Tobolsk. Au lieu de se conformer aux instructions de Cancrin et d'aller directement à Omsk, Humboldt décide de faire un détour. Se réjouissant de pouvoir se rendre dans des régions plus sauvages, il prolonge son voyage vers l'est afin d'étudier les monts Altaï. La traversée de la steppe de Baraba par l'expédition est marquée par l'épidémie de bacille du charbon qui sévit dans la région. Le 2 août, l'expédition arrive dans la ville minière de Barnaoul où elle rencontre Friedrich August von Gebler[réf. souhaitée]. Le 17 août, elle parvient à Baty, un poste frontière avec la Mongolie et la Chine, située sur l'Irtych.
Comme à son habitude, Humboldt fait des mesures barométriques. Humboldt et ses compagnons reviennent après six mois d'expédition, après avoir parcouru près de dix-neuf mille kilomètres. Humboldt y a étudié et simulé la mise en place d'un réseau de stations magnétiques et météorologiques, faisant des observations régulières et fonctionnant avec des appareils identiques. Il laisse le soin à Rose et Ehrenberg de publier les résultats de l'expédition. Ce n'est qu'en 1843 que paraîtra son Asie Centrale en trois volumes.

### Dernières années

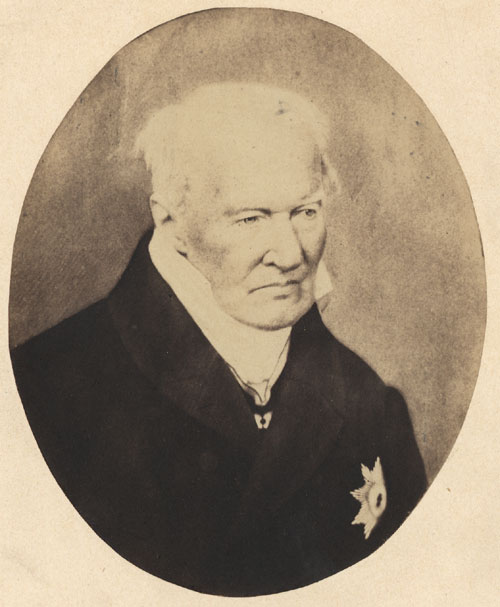
Humboldt photographié en 1857.

Humboldt continue de séjourner régulièrement à Paris. Le roi de Prusse lui demande de renforcer les liens entre la Prusse et la France. Humboldt reste deux ans à Paris en 1842-1843 et plus d'un an en 1844 et 1847. Il envoie de nombreux rapports sur la monarchie de Juillet.
En 1845, il devient pour un an le président de la Société de géographie, dont il reste membre jusqu'à sa mort.
En 1852, Humboldt reçoit la médaille Copley de la Royal Society de Londres. La revue Cosmos est fondée par l'abbé Moigno cette année-là en son honneur.
À l'accession de Frédéric-Guillaume IV au trône de Prusse, Humboldt utilise sa fonction de chambellan et conseiller privé du roi pour plaider en faveur de l'émancipation des juifs et de l'abolition du servage en Prusse. Le roi l'utilise comme encyclopédie ambulante. La popularité de Humboldt reste grande, malgré les inimitiés qu'il se fait parmi les milieux réactionnaires proches du roi. En 1857, la folie qui atteint le roi procure à Humboldt plus de temps pour ses travaux.
Humboldt décède de mort naturelle le 6 mai 1859 et bénéficie de funérailles nationales.

## Vie privée
Alexander von Humboldt a intéressé certains théoriciens de la sexualité. Havelock Ellis rapporte que le criminologue Paul Näcke (1851-1913) a enquêté sur le cas de Humboldt et en a tiré « les meilleurs fondements pour regarder Humboldt comme un inverti ».
Le sexologue allemand Magnus Hirschfeld a fait grand cas de témoignages collectés au début des années 1910 chez des personnes encore vivantes ayant connu Humboldt, pour le qualifier d'acteur de la subculture homosexuelle ; l'un de ces témoignages provient du scientifique Carl August Bolle qui se considérait lui-même comme homosexuel.
Humboldt a brûlé l'ensemble de sa correspondance privée. Sous réserve de la découverte de nouveaux documents, on ne dispose donc pas de détails relatifs à sa vie privée. Les historiens qui considèrent qu'elle était inexistante font abstraction de ce manque de documents. Tout ce qu'on sait, outre les témoignages évoqués ci-dessus, est que Humboldt est resté célibataire, qu'il préférait, en règle générale, la compagnie des hommes à celle des femmes et qu'il a légué ses biens, non à des membres de sa famille, mais à son fidèle serviteur[réf. nécessaire].
Pour sa biographe Andrea Wulf, Humboldt, qui ne s'est jamais marié et « ne semble pas avoir eu de relations intimes avec des femmes », « éprouvait des passions intenses, mais uniquement masculines », même s'« il est fort probable qu'elles restèrent platoniques ». Pour Gilles Fumey, Humboldt a vécu à Paris plus du tiers de sa vie parce qu'il n'aurait pas pu vivre sa sexualité aussi librement en Prusse. Une idée corroborée aussi par l'ouvrage de Pierre Gascar.
On attribue néanmoins à Humboldt des relations amoureuses avec l'officier Reinhard von Haeften, le peintre Carl von Steuben, le chimiste Louis Joseph Gay-Lussac, avec qui il a vécu quatre années durant à Paris, et avec François Arago.
Humboldt était l'ami du botaniste Aimé Bonpland, qui l'a accompagné lors de son expédition en Amérique latine. Dans la correspondance de Humboldt et Bonpland, telle que publiée en 2004, l'amitié ne se distingue pas de la science, mais il n'est pas question de sexualité. Humboldt écrit en 1806 : « Vous savez, cher Bonpland, que je n'aime personne au monde aussi fraternellement que vous et Gay. »

## Les apports de Humboldt à la science

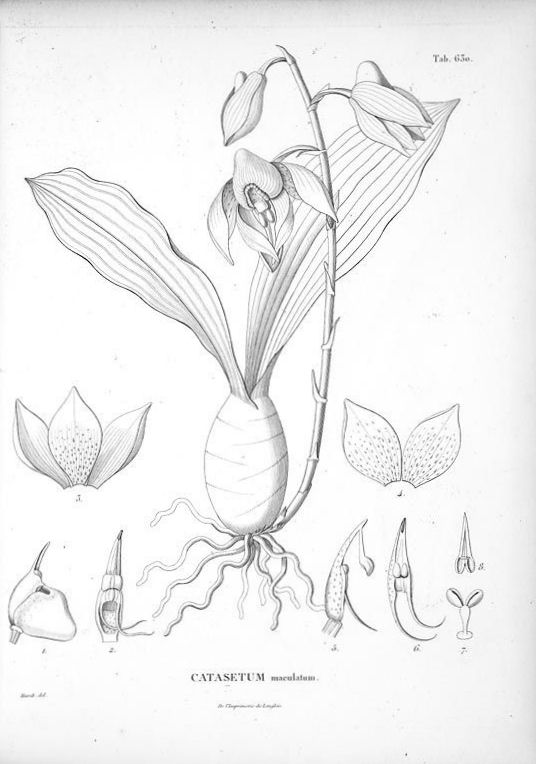
Catasetum maculatum. Illustration tirée du Voyage de Humboldt et Bonpland, Sixième Partie, Botanique, Nova Genera et Species Plantarum,, tab. 630.

### Publications
Humboldt a rédigé en français les résultats du voyage scientifique en Amérique avec Bonpland dans un ensemble de trente volumes publiés à Paris dans les trente premières années du XIXe siècle. Le Voyage aux régions équinoxiales du Nouveau Continent comprend des atlas, des traités de géographie et d'économie sur Cuba et le Mexique, un récit de ses voyages et un Examen critique de l'histoire de la géographie du Nouveau Continent, de nombreuses planches concernant la botanique. Humboldt a rédigé ses écrits scientifiques en collaboration avec d'autres savants, et dédie le volume consacré à la géologie à son ami Goethe.
Durant les dernières années de sa vie, Humboldt rédige en allemand le Cosmos, résultat des cinq années de travail sur les sujets présentés lors de ses conférences. Il y décrit en cinq volumes toutes les connaissances de l'époque sur les phénomènes terrestres et célestes. Le but de cet ouvrage est de communiquer son excitation intellectuelle et de faire comprendre la nécessité pratique de la recherche scientifique.
Humboldt a également publié dans de nombreuses revues scientifiques, en particulier avec Gay-Lussac pour ce qui concerne la France, dans les Mémoires de physique et de chimie de la Société d'Arcueil.

### Démarche scientifique
Sa démarche scientifique est caractérisée par :
- la mesure précise des phénomènes au moyen d'instruments nombreux et sophistiqués ;
- l'inventaire et la classification des espèces animales et végétales (description de 6 000 espèces de plantes) ;
- la synthèse entre les différentes variables et les domaines qui sont mis en rapport les uns avec les autres ;
- l'observation des sociétés humaines du point de vue de l'histoire, de l'anthropologie et de la linguistique ;
- la démarche d'autoréflexion permanente sur la pratique scientifique ;
- l'engagement en tant qu'intellectuel contre l'impérialisme et l'esclavagisme à partir de ses découvertes[29].

Le savoir de Humboldt combine celui d'un honnête homme des Lumières qui embrasse tous les domaines et celui d'un scientifique du XIXe siècle qui travaille dans des domaines spécialisés. Mais ses liens avec le courant romantique allemand sont étayés par les peintures de paysages qui en font aussi un homme du XIXe siècle.

### Géographie
Humboldt est considéré comme le père de la géographie moderne. Il a dégagé et appliqué les deux principes qui font de la géographie une science distincte des sciences physiques et biologiques :
- Le principe de causalité consiste à montrer les interactions des phénomènes humains avec les phénomènes géologiques, météorologiques, biologiques ou physiques ;
- Le principe de géographie générale consiste à mettre en relation le fait local avec les faits observés dans d'autres régions afin d'établir une loi générale valable en toutes circonstances[31].

Il a jeté les bases de la géographie physique et de la géophysique, notamment de la sismologie.
Il attire l'attention des Européens sur la richesse minérale de l'Amérique du Sud.

### Botanique
Humboldt est à l'origine de nombreuses découvertes botaniques, dont le brugmansia. La manière dont il appréhende la botanique est inédite pour son époque, note sa biographe Andrea Wulf : « Au lieu d'enfermer les plantes dans d'innombrables catégories taxonomiques, il les répartissait selon le climat et leur environnement: une idée révolutionnaire que l'on retrouve encore aujourd'hui dans notre conception des écosystèmes. ».

### Météorologie et climat
Humboldt a forgé en particulier de nouvelles théories (sur la flore, et sur les isothermes), et plusieurs termes comme isodynamiques, isothermes, isoclines, jurassique, orage magnétique. Il avait bien compris le rôle de redistribution des températures joué par les grands courants marins. Certains font de lui le vrai père de la météorologie moderne.

### Écologie
Pour Andrea Wulf, « ayant exposé le premier le processus d'un changement climatique induit par l'Homme, il [Alexander von Humboldt] devint sans le savoir le père du mouvement écologiste ». A ce titre, il est le premier auteur à donner un récit de la Terre comme un organisme vivant.

### Divers

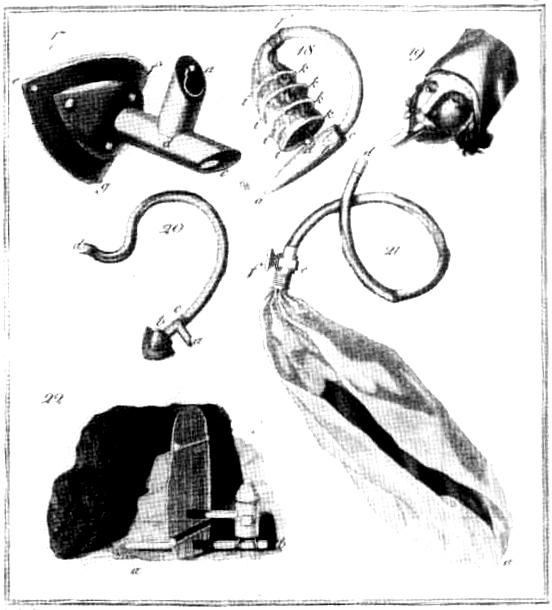
Modèle de masque à gaz d'Humboldt (1799).

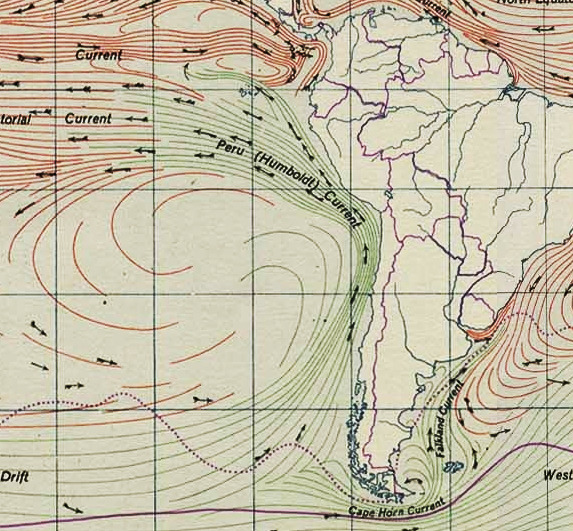
Le Courant de Humboldt longe les côtes de l'Amérique du Sud en direction du Pérou.

Avant les dépôts de brevet en 1887 portant sur le masque à gaz, Alexander von Humboldt aurait inventé le premier appareil de ce genre en 1799.

## Distinctions
- Grand-croix de l'ordre du Christ

## Postérité
La « Relation historique du voyage aux régions équinoxiales » de Humboldt a inspiré de jeunes naturalistes comme Charles Darwin, Louis Agassiz et William James.
Bien qu’Alexander von Humboldt ait été « l’homme le plus connu de son époque après Napoléon », en France, à la fin du XIXe siècle, la renommée du savant commence peu à peu à décliner : « De nombreux Allemands sont effacés de la perspective française autour de 1870 », selon l'historien David Blankenstein. Cependant, en 1980, à l’initiative d’Alain Kerjean, « l’Expédition Équinoxe », sous le patronage de la Société de Géographie (Paris), reconstitua en un an le voyage de Humboldt et Bonpland au Venezuela et explora un affluent du Haut-Orénoque. De leur expérience, Alain Kerjean et Alain Rastoin ont écrit un livre publié en 1981 par les éditions Robert Laffont : Aventures sur l'Orénoque : Dans les pas d'Alexandre de Humboldt.

## Hommages

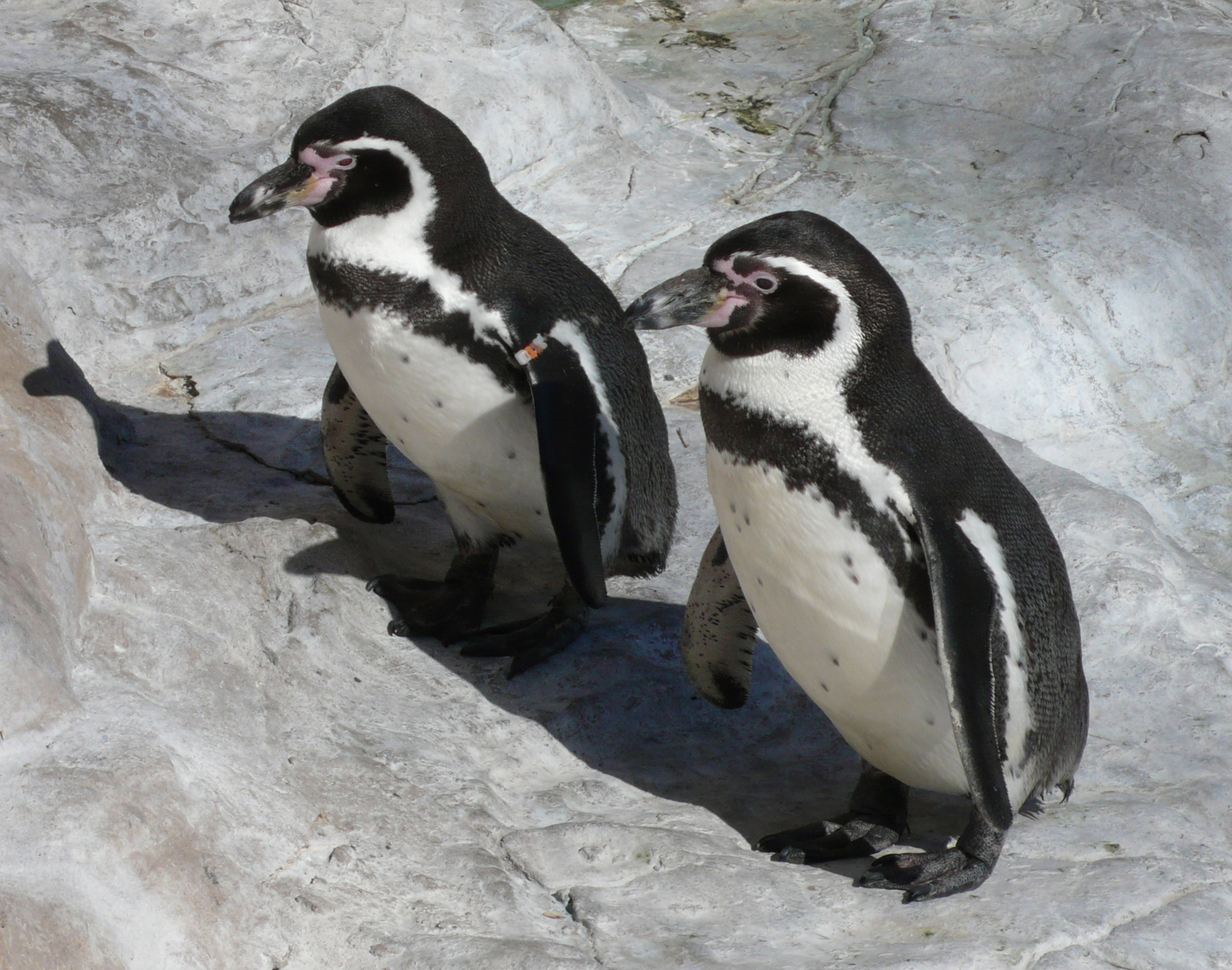
Le manchot de Humboldt (Spheniscus humboldti, Meyen, 1834).

- L'actuelle Fondation Alexander von Humboldt a été créée en Allemagne, à la mort du savant, pour la promotion de jeunes chercheurs dans le domaine des sciences.
- Le courant de Humboldt, un courant marin de l'océan Pacifique, a été nommé en son honneur.
- Une mer lunaire a été baptisée en son honneur par l'astronome allemand Johann Heinrich von Mädler : la Mer de Humboldt, en latin Mare Humboldtianum[38],[39].
- Humboldtia, un genre de fabacées (des plantes dicotylédones) a été nommé en son honneur. De nombreuses espèces animales ou végétales ont reçu en son honneur l'épithète spécifique humboldti , humboldtii, humboldtianus ou humboldtiana.
- Une espèce de manchots porte son nom : Manchot de Humboldt (Spheniscus humboldti).
- En 1949, l'université Humboldt de Berlin prend le nom de Humboldt-Universität zu Berlin (université Humboldt de Berlin) en honneur aux deux frères Humboldt qui sont représentés par des statues en son enceinte.
- Le Forum Humboldt, espace culturel consacré à l'art et à la science porte son nom à Berlin, sa ville natale[40].
- Le parc national Alejandro de Humboldt à Cuba.

## Représentations dans les arts

### Littérature

#### Roman
- Humboldt est, avec Gauss, le héros du roman de Daniel Kehlmann, Les Arpenteurs du monde, paru en 2006 chez Actes Sud[41].

#### Bande dessinée
- Un Humboldt âgé est l'un des personnages principaux de la série de bande dessinée fantastique-onirique Le Dernier Voyage d'Alexandre de Humboldt scénarisée par Étienne Le Roux et dessinée par Vincent Froissard chez Futuropolis[42].

### Filmographie

#### Cinéma
- 1989 : L'Ascension du Chimborazo de Rainer Simon, avec Jan Josef Liefers dans son rôle.
- 1996 : Le Passage des hommes libres (Aire libre) de Luis Armando Roche, avec Christian Vadim dans son rôle.
- 2012 : Les Arpenteurs du monde de Detlev Buck, avec Albrecht Schuch dans son rôle.
- 2013 : Heimat - 2 : L'Exode d'Edgar Reitz[43], avec Werner Herzog dans son rôle.

#### Télévision
- 1997 : Il était une fois... les Explorateurs, épisode 18.
- 2018 : Humboldt et la redécouverte de la nature, documentaire de Tilman Remme

## Œuvres

### Ouvrages
(en français)

Le Tableau physique présente une vue en coupe des volcans Chimborazo et Cotopaxi avec un diagramme détaillé des espèces végétales selon l'altitude. Ce tableau a été publié dans Essai sur la géographie des plantes, 1807 en grand format, puis corrigé par la suite. C'est une source largement utilisée pour mesurer l'impact du réchauffement climatique, mais en fait la végétation présentée était celle d'un autre volcan, l'Antisana.

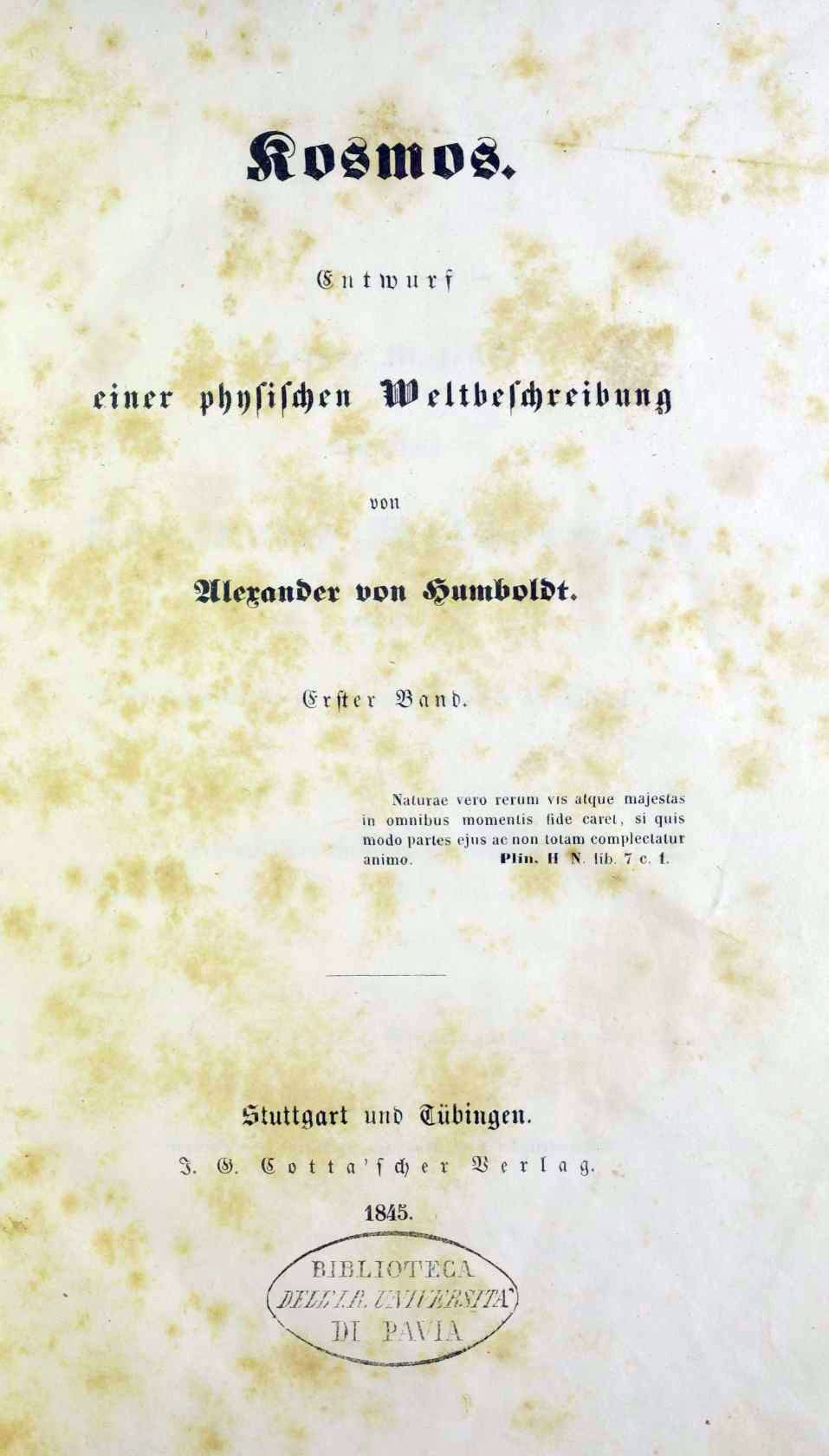
Le Kosmos d'Alexander von Humboldt, 1845

- Alexander von Humboldt et Aimé Bonpland, Voyage aux régions équinoxiales du Nouveau Continent fait en 1799, 1800, 1801, 1802, 1803 et 1804 (12 volumes), Paris, Librairie grecque-latine-allemande, 1816-1831 (BNF 30628267) (réédition en cours, dir. C. Minguet, A. Segala et J. P. Duviols, Érasme, Paris-Nanterre, 1989-1990). La grande édition comprend les volumes suivants :
  - (I, II) Plantes équinoxiales… (1808-1809) ;
  - (III, IV) Monographie des Mélastomacées… (1816, 1823) ;
  - (V) Monographie des Mimoses et autres plantes légumineuses du Nouveau Continent (1819-1824) ;
  - (VI, VII) Révision des Graminées (1829-1834) ;
  - (VIII-XIV) Nova genera et species plantarum… (1815-1825) ;
  - (XV-XVI) Atlas pittoresque du voyage (1810) ;
  - (XVII) Atlas géographique et physique du Nouveau Continent fondé sur des observations astronomiques, des mesures trigonométriques et des nivellements barométriques (1814) ;
  - (XVIII) Examen critique de l'histoire de la géographie du Nouveau Continent et des progrès de l'astronomie nautique au XVe et XVIe siècles (1814-1834) ;
  - (XIX) Atlas géographique et physique du royaume de la Nouvelle Espagne… (1811) ;
  - (XX) Géographie des plantes… (1805) ;
  - (XXI, XXII) Recueil d'observations astronomiques, d'opérations trigonométriques et de mesures barométriques (1810) ;
  - (XXIII, XXIV) Recueil d'observations de zoologie et d'anatomie comparée (1811, 1833) ;
  - (XXV, XXVI) Essai politique sur le royaume de la Nouvelle Espagne (1811) ;
  - (XXVII) Essai sur la géographie des plantes… (1807)[45] ;
  - (XXVIII-XXX) Relation historique du voyage aux régions équinoxiales du Nouveau Continent (1814, 1819, 1825).
- Tableaux de la nature, ou Considérations sur les déserts, sur la physionomie des végétaux et sur les cataractes de l'Orénoque. [« Ansichten der Natur »] (trad. de l'allemand par Jean-Baptiste Eyriès), Paris, éditeur Frédéric Schoell, 1808 (BNF 30628181, lire en ligne). Réédition : Éd. Le Pommier 2020 et 2021. Préface de Gilles Fumey, Jérôme Gaillardet.
- Fragments de géologie et de climatologie asiatiques, Paris, Gide, 1831 (BNF 30628225).
- Asie centrale, Recherches sur les chaînes de montagnes et la climatologie comparée (3 volumes), Paris, Gide, 1843 (BNF 30628189).
- Cosmos : Essai d'une description physique du Monde (trad. H. Faye et Ch. Galuski), Paris, Gide et J. Baudry, 1848-1859 (BNF 33994350). Réédition : éd. Utz, 2000. Texte en ligne disponible sur LillOnum : Tome 1, Tome 2, Tome 3 et Tome 4.
- Georges Cuvier et Ferdinand Hoefer, Discours sur les révolutions du globe avec des notes et un appendice d'après les travaux récents de MM. de Humboldt, Flourens, Lyell, Lindley, etc. rédigés par le Dr Hoefer [« Discours sur les révolutions de la surface du globe, et sur les changements qu'elles ont produits dans le règne animal »], Paris, Firmin-Didot et Cie, 1879 (lire en ligne)

### Articles
(en français) 
- « Esquisse d'un tableau géologique de l'Amérique méridionale », Journal de physique, 53 (1801), 30-60.
- avec Jean-Baptiste Biot, « Sur les variations du magnétisme terrestre à différentes latitudes », Journal de physique, 59 (1804), 429-450.
- avec Louis Joseph Gay-Lussac, « Expériences sur les moyens eudiométriques et sur la proportion des principes constituants de l'atmosphère », Journal de physique, 60 (1805), 129-167.
- avec Louis Joseph Gay-Lussac, « Expériences sur la torpille », Annales de chimie, 56 (1805), 15-23.
- avec Louis Joseph Gay-Lussac, « Observations sur l'intensité et l'inclinaison des formes magnétiques, faites en France, en Suisse, en Italie et en Allemagne », Mémoires de physique et de chimie de la Société d'Arcueil, 1 (1807), 1-23.
- avec Jean-Michel Provençal, « "Recherches sur la respiration des poissons », Mémoires de physique et de chimie de la Société d'Arcueil, 2 (1808), 339-404.
- « Notes sur la communication qui existe entre l’Orénoque et de la rivière des Amazones », Journal de l'École polytechnique, 4 (1809), 65-68.
- « Sur les lois qu'on observe dans la distribution des formes végétales », Annales de chimie et de physique, 1 (1816), 225-239.
- « Des lignes isothermes et de la distribution de la chaleur sur le globe », Mémoires de physique et de chimie de la Société d'Arcueil, 3 (1817), 462-602.
- « Sur la limite inférieure des neiges perpétuelles dans les montagnes de l'Himalaya et des régions équatoriales », Annales de chimie et de physique, 14 (1820), 5-57.
- « Nouvelles recherches sur les lois qu'on observe dans la distribution des formes végétales », Mémoires de physique et de chimie de la Société d'Arcueil, 16 (1821), 267-297.
- « Indépendance des formations », Dictionnaire des sciences naturelles, 23 (1822), 56-385.

### Correspondance
(par ordre chronologique de publication en français)
- Correspondance scientifique et littéraire, 2 vol., Paris: E. Ducrocq, 1865.
- Lettres à (en) Marc-Auguste Pictet, in Le Globe, tome VII, Genève, 1868.
- Lettres américaines d'Alexandre de Humboldt 1798-1807, Paris: Guilmoto, en numérisation sur le site Gallica de la Bibliothèque Nationale de France
- Correspondance d'Alexandre de Humboldt avec François d'Arago 1809-1853, éd. E. T. Hamy, Paris: E. Guilmoto, 1907, [lire en ligne]
- Lettres d'Alexandre de Humboldt à Varnhagen von Ense (1827 à 1858) en numérisation sur le site Gallica de la Bibliothèque Nationale de France
- Alexander von Humboldt et Aimé Bonpland, Correspondance 1805-1858, éd. Nicolas Hossard, Paris: L'Harmattan, 2004.
- Lettres à Claire de Duras, préface de Marc Fumaroli, correspondance inédite établie, présentée et annotée par Marie-Bénédicte Diethelm, Paris: Manucius, 2016.

#### Études biographiques
- (de) Karl Christian Bruhns, Alexander von Humboldt, eine wissenschaftliche Biographie, 3 vol., Leipzig, 1872.
- (de) Hanno Beck (Hrsg.): Gespräche Alexander von Humboldts. Akademie-Verlag, Berlin 1959.
- (de) Aaron Sachs (2006). The Humboldt Current: Nineteenth-Century Exploration and the Roots of American Environmentalism, Viking (New York) : xii + 496 p.
- Andrea Wulf (trad. de l'anglais par Florence Hertz), L'Invention de la nature : Les aventures d'Alexander von Humboldt [« The Invention of Nature: The Adventures of Alexander von Humboldt, the Lost Hero of Science »], Lausanne, Les éditions Noir sur Blanc, 5 octobre 2017, 624 p., 15,2 x 3,8 x 23 cm (ISBN 978-2-88250-477-7, présentation en ligne)
- (de) Kurt-Reinhard Biermann: Alexander von Humboldt. 4. Auflage. Teubner, Leipzig 1990,  (ISBN 3-322-00567-4).
- (de) Karl Bruhns (Hrsg.): Alexander von Humboldt. Eine wissenschaftliche Biographie. (mit Beiträgen von Robert Christian Avé-Lallemant (de), Julius Victor Carus, Alfred Dove, Heinrich Wilhelm Dove, Julius Ewald (de), August Grisebach, Julius Löwenberg, Oscar Peschel, Gustav Heinrich Wiedemann und Wilhelm Wundt)
  - Erster Band, F. A. Brockhaus, Leipzig 1872, Archive.org
  - Zweiter Band, F. A. Brockhaus, Leipzig 1872, Archive.org
  - Dritter Band, F. A. Brockhaus, Leipzig 1872, Archive.org
- Andreas W. Daum: Alexander von Humboldt: A Concise Biography. Trans. Robert Savage. Princeton University Press, Princeton N.J. 2024,  (ISBN 978-0-691-24736-6).
- (de) Hans-Otto Dill (de): Alexander von Humboldts Metaphysik der Erde. Seine Welt-, Denk- und Diskursstrukturen. Peter Lang Internationaler Verlag der Wissenschaften, PL Academic Research, Frankfurt am Main 2013,  (ISBN 978-3-631-63170-6).
- (de) Alfred Dove, « Humboldt, Alexander von », dans Allgemeine Deutsche Biographie (ADB), vol. 13, Leipzig, Duncker & Humblot, 1881, p. 358-383
- (de) Ottmar Ette: Weltbewußtsein. Alexander von Humboldt und das unvollendete Projekt einer anderen Moderne. Velbrück Wissenschaft, Weilerswist 2002,  (ISBN 3-934730-48-5).
- (de) Ottmar Ette: Alexander von Humboldt und die Globalisierung: Das Mobile des Wissens. Insel-Verlag, Frankfurt am Main 2009,  (ISBN 978-3-458-17434-9).
- (de) Manfred Geier (de): Die Brüder Humboldt. Eine Biographie. Rowohlt, Reinbek 2009,  (ISBN 978-3-498-02511-3).
- (de) Detlef Haberland (de), Wolfgang Hinrichs, Clemens Menze (de), Bolesław Andrzejewski (Hrsg.): Die Dioskuren II. Annäherungen an Leben und Werk der Brüder Humboldt im Jahr der 200. Wiederkehr des Beginns der amerikanischen Forschungsreise Alexander von Humboldts. Verlag Humboldt-Gesellschaft für Wissenschaft, Kunst und Bildung, Mannheim 2000,  (ISBN 3-927030-16-3).
- (de) Jürgen Hamel, Eberhard Knobloch, Herbert Pieper (Hrsg.): Alexander von Humboldt in Berlin. Sein Einfluß auf die Entwicklung der Wissenschaften. (= Algorismus. Studien zur Geschichte der Mathematik und der Naturwissenschaften. Heft 41). Beiträge zu einem Symposium. Rauner, Augsburg 2003,  (ISBN 3-9807122-8-1).
- (de) Wolfgang-Hagen Hein (de) (Hrsg.): Alexander von Humboldt. Leben und Werk. Weisbecker, Frankfurt am Main 1985,  (ISBN 3-921037-55-7), Inhaltsverzeichnis.
- (de) Frank Holl (de): Alexander von Humboldt – Mein vielbewegtes Leben. Ein biographisches Portrait präsentiert von Frank Holl. Die Andere Bibliothek, Berlin 2017,  (ISBN 978-3-8477-0019-7).
- (de) Frank Holl (Konzeption): Alexander von Humboldt. Netzwerke des Wissens. Katalog zur Ausstellung im Haus der Kulturen der Welt Berlin und in der Kunst- und Ausstellungshalle der Bundesrepublik Deutschland (de) Bonn. Berlin/ Bonn 1999. (Onlinedokumentation)
- (de) Otto Krätz (de): Alexander von Humboldt – Wissenschaftler Weltbürger Revolutionär. Callwey, München 1997,  (ISBN 3-7667-1282-9).
- (de) Adolf Meyer-Abich: Alexander von Humboldt mit Selbstzeugnissen und Bilddokumenten, Rowohlt, Reinbek bei Hamburg 2008 (1. Auflage 1967),  (ISBN 978-3-499-50131-9).
- (de) Heinrich Pfeiffer (de) (Hrsg.): Alexander von Humboldt. Werk und Weltgeltung. Piper, München 1969, (de) « Publications de et sur Alexander von Humboldt », dans le catalogue en ligne de la Bibliothèque nationale allemande (DNB)..
- (de) Ernst Plewe, « Humboldt, Alexander », dans Neue Deutsche Biographie (NDB), vol. 10, Berlin, Duncker & Humblot, 1974, p. 33–43 (original numérisé).
- (de) Thomas Richter: Alexander von Humboldt. Rowohlt, Reinbek 2009,  (ISBN 978-3-499-50712-0).
- (de) Werner Rübe: Alexander von Humboldt. Anatomie eines Ruhms. Deutscher Kunstverlag, München 1988,  (ISBN 3-422-06023-5).
- (de) Nicolaas Adrianus Rupke (de): Alexander von Humboldt. A Metabiography. Lang, Frankfurt am Main u. a. 2005,  (ISBN 3-631-53932-0). überarbeitete Ausgabe: University of Chicago Press, Chicago/ London 2008,  (ISBN 978-0-226-73149-0).
- (de) Rüdiger Schaper (de): Alexander von Humboldt: Der Preuße und die neuen Welten. Siedler Verlag, München 2018,  (ISBN 978-3-8275-0074-8).
- (de) Herbert Scurla: Alexander von Humboldt. Sein Leben und Wirken. 11. Auflage. Verlag der Nation, Berlin 1985, (de) « Publications de et sur Alexander von Humboldt », dans le catalogue en ligne de la Bibliothèque nationale allemande (DNB)..
- (de) Ingo Schwarz (Hrsg.): Alexander von Humboldt-Chronologie. In: edition humboldt digital. hg. v. Ottmar Ette. Berlin-Brandenburgische Akademie der Wissenschaften, Berlin 2017.
- (de) Andrea Wulf: Alexander von Humboldt und die Erfindung der Natur. C. Bertelsmann, München 2016,  (ISBN 978-3-570-10206-0).
- (de) Gilles Fumey : Alexandre de Humboldt, l’eau et le feu. Double-Ligne, Genève 2022,  (ISBN 978-2-9701433-5-2).

#### Études
- Jean Théodoridès (1965). Une amitié de savants au siècle dernier : Alexander von Humboldt et Achille Valenciennes. Biologie médicale, Hors série, février 1965 : cxxix p.
- Charles Minguet, Alexandre de Humboldt, Voyages dans l'Amérique équinoxiale, 2 vol., Paris : Maspero, 1980.
- Alain Kerjean et Alain Rastoin, Aventures sur l’Orénoque dans les pas d’Alexandre de Humboldt, Éditions Robert Laffont, 1981
- Pierre Gascar, Humboldt l'explorateur, Paris : Gallimard, 1985. 216 p.  (ISBN 2-07-070570-6)
- Douglas Botting, Humboldt, un savant démocrate, Paris : Belin, 1988.
- Andreas W. Daum, «A ‘Temple of Liberty’? Alexander von Humboldt and the French Revolution», Annals of Science 82. DOI 10.1080/00033790.2024.2433232.
- Andreas W. Daum, «Humboldtian Science and Humboldt's Science», History of Science 63 (2024). 29–51. DOI 10.1177/00732753241252478.
- Jean-Paul Duviols et Charles Minguet, Humboldt : savant-citoyen du monde, Paris : Gallimard, coll. « Découvertes Gallimard / Histoire » (no 199), 1994.
- Jean-Marie Pelt, « Alexander von Humboldt et Aimé Bonpland en Amérique équinoxiale », La Cannelle et le Panda : les Grands Naturalistes explorateurs autour du Monde, éd. Fayard 1999  (ISBN 978-2213-60466-4)
- Thomas Gomez et Centre de recherches ibériques et ibéro-américaines, Humboldt et le Monde hispanique: Actes du colloque international, 17-18 novembre 2000, université Paris-X-Nanterre, 2002.
- Christian Helmreich (2003, « L'Anthropologie dans l'œuvre américaine d'Alexandre de Humboldt », Revue germanique internationale, 21, p. 121-132.
- (de) Gerard Helferich, Humboldt's Cosmos: Alexander von Humboldt and the Latin American journey that changed the way we see the world, New York, Gotham Books, 2004, 1re éd., relié (ISBN 978-1-59240-052-2, OCLC 54758735, LCCN 2004042518)
- Mireille Gayet, Alexandre de Humboldt : le Dernier Savant universel, Paris : Vuibert, 2006.
- (es) Labastida, Jaime, Humboldt, ciudadano universal, Ciudad de México, Siglo Veintiuno Editores, coll. « El hombre y sus obras », 2016, 392 p. (ISBN 978-607-03-0780-5)
- Jean Clair (Académie française), De Humboldt à Hubble : le Cosmos et l'Art moderne, Paris : L'Échoppe, 2008.
- Eduardo Muratta Bunsen Las miradas de Alexander von Humboldt o la tensión entre Próspero y Calibán, Oliver Lubrich / Christine A. Knoop (eds.), Cumaná 1799, Bielefeld : Aisthesis Verlag 2012.  (ISBN 978-3-89528-958-3)
- Elisa Garrido, « Alexander von Humboldt and British artists: the Oriental Taste », Culture & History digital journal 2(2), 2013. Texte PDF
- Bénédicte Savoy, David Blankenstein (éd.), Les Frères Humboldt. L'Europe de l'esprit, catalogue de l'exposition à l'Observatoire de Paris mai-juillet 2014, Paris, deMonza/PSL, 2014
- Denis Thouard, Et toute langue est étrangère. Le Projet de Humboldt, coll. « Encre marine », Éditions Les Belles Lettres, 2016.
- Marie-Noëlle Bourguet, Le Monde dans un carnet. Alexander von Humboldt en Italie (1805), Le Félin, « Les marches du temps », 2017
- Pierre Karila-Cohen, « Suivre à la trace le grand Humboldt dans une de ses aventures scientifiques », Le Monde,‎ 10 juin 2017 (lire en ligne). Pour une présentation autour de cet ouvrage, site du LUHCIE, working papers, 2019 https://luhcie.univ-grenoble-alpes.fr/publications-travaux/ecrire-la-science-en-voyage/
- Gilles Fumey, « Humboldt, le second Colomb », dans le numéro spécial de La Géographie no 1575, 2019  (articles de Marie-Noëlle Bourguet, Jean-Louis Tissier, Jérôme Gaillardet, Laura Péaud, Franco Farinelli.)

#### Bases de données et dictionnaires
- Ressources relatives à la recherche :   - Biodiversity Heritage Library
  - La France savante
  - Harvard University Herbaria & Libraries
  - Institut Max-Planck d'histoire des sciences
  - International Plant Names Index
  - Mathematics Genealogy Project
  - Stanford Encyclopedia of Philosophy
- Ressources relatives aux beaux-arts :   - Académie des arts de Berlin
  - Bridgeman Art Library
  - British Museum
  - National Portrait Gallery
  - RKDartists
  - Te Papa Tongarewa
  - Union List of Artist Names
- Ressources relatives à la vie publique :   - base Léonore
  - Documents diplomatiques suisses 1848-1975
- Ressource relative à plusieurs domaines :   - Répertoire du patrimoine culturel du Québec
- Ressource relative à la musique :   - Répertoire international des sources musicales
- Ressource relative à la littérature :   - Internet Speculative Fiction Database
- Ressource relative à l'astronomie :   - Biographical Encyclopedia of Astronomers
- Ressource relative à la santé :   - Bibliothèque interuniversitaire de santé
- Ressource relative à la bande dessinée :   - Comic Vine
- Ressource relative à l'audiovisuel :   - Filmportal
- Notices dans des dictionnaires ou encyclopédies généralistes :   - Britannica
  - Brockhaus
  - Den Store Danske Encyklopædi
  - Deutsche Biographie
  - Diccionario Biográfico Español
  - Enciclopedia italiana
  - Gran Enciclopèdia Catalana
  - Hrvatska Enciklopedija
  - Internetowa encyklopedia PWN
  - Larousse
  - Nationalencyklopedin
  - Proleksis enciklopedija
  - Store norske leksikon
  - Treccani
  - Universalis
  - Visuotinė lietuvių enciklopedija
- Notices d'autorité :   - VIAF
  - ISNI
  - BnF (données)
  - IdRef
  - LCCN
  - GND
  - Italie
  - Japon
  - CiNii
  - Espagne
  - Belgique
  - Pays-Bas
  - Pologne
  - Israël
  - NUKAT
  - Catalogne
  - Suède
  - Vatican

Humb. est l’abréviation botanique standard de Alexander von Humboldt.
Consulter la liste des abréviations d'auteur en botanique ou la liste des plantes assignées à cet auteur par l'IPNI, la liste des champignons assignés par MycoBank, la liste des algues assignées par l'AlgaeBase et la liste des fossiles assignés à cet auteur par l'IFPNI.